# 中冨正義
中冨 正義（なかとみ まさよし、1905年10月23日 - 2011年11月23日）は、日本の実業家。久光製薬の社長、会長を務めた。

## 略歴
佐賀県鳥栖市出身。中冨三郎（久光三郎）の子で、明治薬学専門学校（現・明治薬科大学）を卒業。1929年、家業である久光兄弟合名会社に入社。1951年、株式会社化と同時に父の跡を継ぎ社長に就任。
1965年に社名を現在の「久光製薬」に改称。社長として消炎鎮痛剤サロンパスを開発、販売を開始し、同社の看板商品に押し上げた。1981年から1997年まで会長を務めた。
2011年11月23日、心不全のため死去。満106歳没。

## 人物
社業以外でも、ホノルルマラソンを77歳から91歳まで連続15回完走するなど、その健脚で知られた。
また、1988年には私財を投じて中冨健康科学振興財団を設立し、健康増進に関する科学研究に対して助成を行った。